# Lawrence Joseph Henderson
Lawrence Joseph Henderson, född 3 juni 1878, död 10 februari 1942, var en amerikansk läkare.
Henderson blev medicine doktor 1902, professor i biokemi vid Harvarduniversitetet 1919. Han har bland annat utgett The fitness of the enviroment (1913), Blood (1928) och urinundersökningar i Neubauer-Hupperts Handbuch der Harnanalyse.
1908 ställde Henderson upp en ekvation för kolsyrans buffertverkan. 1916 vidareutvecklade Hasselbalch denna ekvation till logaritmisk form och med utnyttjande av Sørensens år 1909 införda pH-beteckning. Denna ekvation är sedan dess känd som Henderson-Hasselbalch-ekvationen eller buffertformeln.